# Тагакаоло

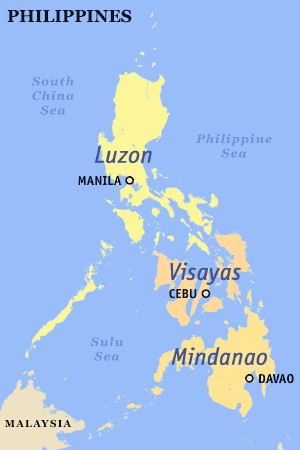
Положение острова Минданао на карте Филиппинского архипелага

Тагакаоло — народ, проживающий на Филиппинах, конкретнее на побережье залива Давао на юго-востоке острова Минданао. Численность населения около 55 тыс. человек (по данным на 2010 год).

## Язык
В основном говорят на языке тагакаоло западноавстронезийской группы австронезийской семьи. Распространен также язык маранао..

## Религия
В основном тагакаоло придерживается традиционных верований, некоторые из них — христиане и мусульмане-сунниты.

## Занятия
Основные занятия — земледелие, рыболовство, собирательство, разводят быков. Развиты ремёсла: ткачество, техника окраски тканей, обработка дерева. Традиционное поселение — небольшая деревня. Преобладает малая моногамная семья. Брак билокальный или неолокальный.(Народы юго-восточной Азии, 1999)